# Jacopo d’Antonello

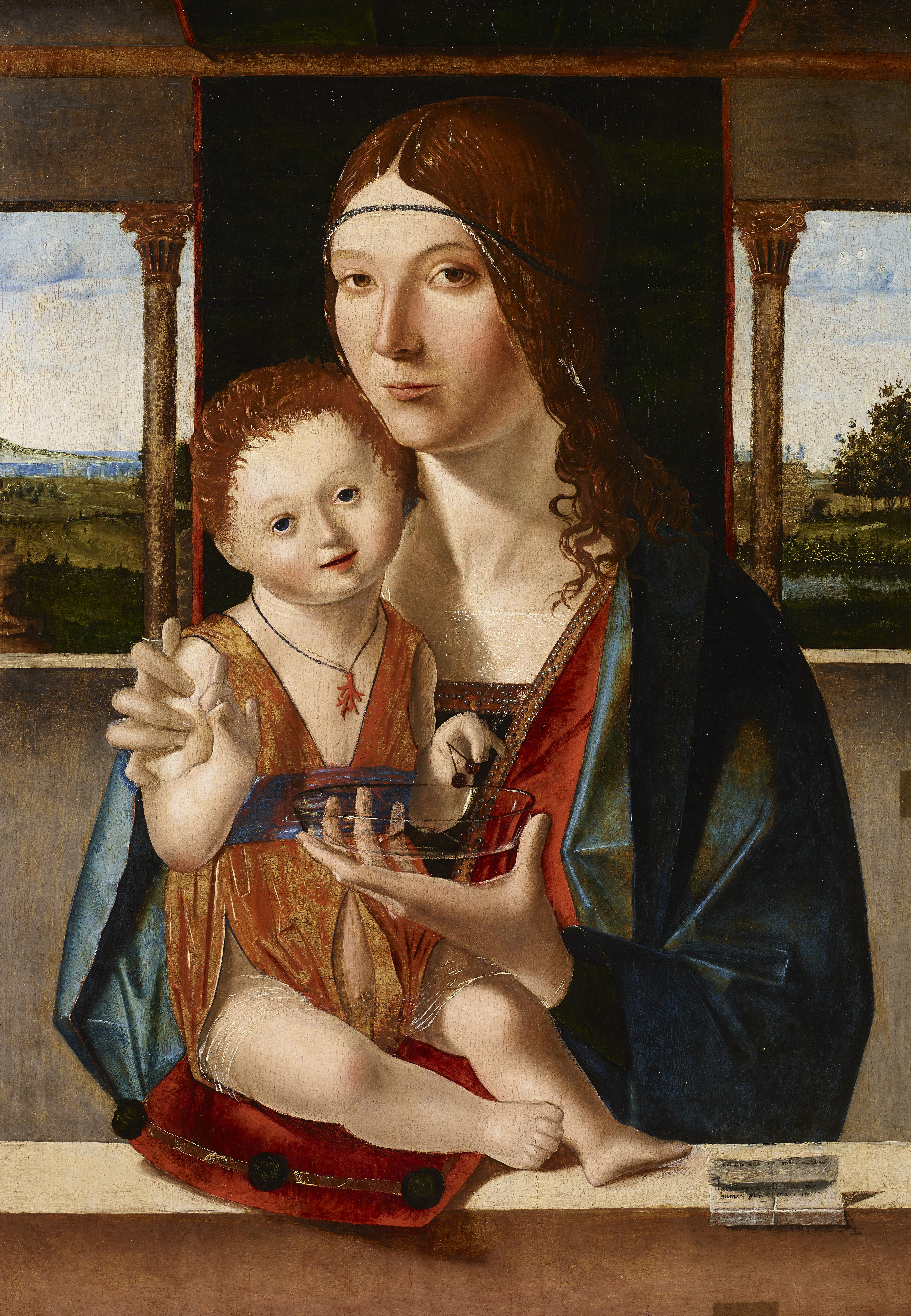
Jacobello da Messina, Madonna mit Kind Accademia Carrara, Bergamo

Jacopo de Antonio, nach seinem Vater Jacopo d’Antonello da Messina oder Jacobello d’Antonello genannt (* vor 1457–1508 in Messina) war ein italienischer Maler von Tafelbildern der Frührenaissance auf Sizilien.

## Leben
Jacopo d’Antonello war der Sohn des Malers Antonello da Messina, ohne an dessen künstlerische Fähigkeiten anknüpfen zu können, und dessen Frau Giovanna Colummella. Er hatte eine Schwester Caterinella. Durch das Testament seines Vaters vom 14. Februar 1479 wurde er zum Universalerben eingesetzt und beauftragt, nicht fertiggestellte Gemälde zu vollenden und sich um die noch lebenden Eltern des Vaters (Giovanni und Garita) zu kümmern sowie der Mutter eine festgesetzte Rente zu zahlen. 1479 kam Alfonso Franco als Schüler in seine Werkstatt und ein Jahr später sein Vetter Antonello de Saliba.
Nach den zahlreichen Erdbeben in Messina ist nur ein einziges Gemälde erhalten geblieben, bei dem die Autorenschaft Jacopo d’Antonellos als gesichert gilt: „Madonna mit Kind“, bezeichnet mit „1480 XIII. Ind. Mesis Decebris / Jacobus Anto.Iii filius no. humani pictoris me ficit“ in der Accademia Carrara in Bergamo (n. 184 (329)). Möglicherweise handelt es sich hierbei um eine Kopie nach dem Original seines Vaters.